# Micrepeira velso
Micrepeira velso är en spindelart som beskrevs av Levi 1995. Micrepeira velso ingår i släktet Micrepeira och familjen hjulspindlar.
Artens utbredningsområde är Costa Rica. Inga underarter finns listade i Catalogue of Life.